# SG Lütgendortmund
Die SG Lütgendortmund ist ein deutscher Fußballverein aus dem Dortmunder Stadtteil Lütgendortmund.

## Geschichte
Der Verein entstand im Jahre 1973 durch die Fusion der Vereine SuS Lütgendortmund, Germania Lütgendortmund und FC West Dortmund.

## Frauenfußball

### Geschichte
Am 7. Juni 1975 spielte zum ersten Mal eine Frauenmannschaft bei der SG. Die Frauenfußballabteilung wurde schließlich 1977 offiziell gegründet. 1980 schaffte man den Aufstieg in die Bezirksliga. Ein Jahr später gelang sogar den Durchmarsch in die Landesliga, der man bis 1989 angehörte. Dem Abstieg folgte der direkte Wiederaufstieg.
Zwei Jahre später gelang der Aufstieg in die Verbandsliga. Nach drei Jahren musste man allerdings wieder absteigen. Im Abstiegsjahr 1995 unterlag man im Westfalenpokalfinale dem BSV Müssen mit 3:1. Trotz der Niederlage nahm die SGL erstmals am DFB-Pokal teil. In der ersten Runde setzte es gegen den Bundesligisten Grün-Weiß Brauweiler eine 0:17-Niederlage.
Mit der Jahrtausendwende gelang die Rückkehr in die Verbandsliga. Zwei Jahre später schaffte man nach einem 2:0-Sieg über Westfalia Hagen den Sprung in die Regionalliga.
2004 wurde die SGL in die neu gegründete 2. Bundesliga aufgenommen. Im gleichen Jahr erreichte man zum zweiten Mal das Finale des Westfalenpokals. Gegen den FC Gütersloh 2000 musste man eine 2:7-Niederlage hinnehmen. Erneut durfte man am DFB-Pokal teilnehmen. Über die Stationen SV 1896 Großdubrau und Tennis Borussia Berlin erreichte man das Achtelfinale. Dort schied man durch eine 1:7-Niederlage bei 1. FFC Turbine Potsdam aus.
2005 erreichte die U17-Mädchenmannschaft die Endrunde um die Westdeutsche Meisterschaft und belegte den vierten Platz.
Am letzten Spieltag der Saison 2005/06 musste die 1. Mannschaft den Abstieg aus der 2. Bundesliga hinnehmen. Nach zwei Jahren schaffte man den Wiederaufstieg. Hierfür reichte der zweite Platz, da der Meister SG Essen-Schönebeck II keine Lizenz für die 2. Bundesliga beantragt hatte.
2007 stieg die U17 in die Westfalenliga auf.
Saison 2007/2008 stieg die 1. Mannschaft wieder in die 2. Frauen-Bundesliga Nord auf.
Saison 2008/2009 stieg die 1. Mannschaft in die Regionalliga ab.
Saison 2010/2011 stieg die 1. Mannschaft in die Westfalenliga ab.
Saison 2012/2013 stieg die 1. Mannschaft in die Landesliga ab.
Saison 2016/2017 wurde die 1. Mannschaft Meister in der Landesliga, verzichtete aber auf den Aufstieg zur Westfalenliga.
Saison 2019/2020 stieg die 1. Mannschaft in die Bezirksliga ab.
Saison 2021/2022 stieg die 1. Mannschaft in die Kreisliga ab.

### Erfolge
- Achtelfinale DFB-Pokal 2005, 2007
- Vizemeister der Regionalliga West und Aufsteiger in die 2. Bundesliga 2008
- Vizemeister der Regionalliga West 2007
- Qualifikation für die 2. Bundesliga 2004
- Westfalenpokalsieger 2007
- Regionalliga-Aufstieg der U17-Juniorinnen 2010

## Stadion
Die SGL trägt ihre Heimspiele „Am Crengeldanz“ (Kunstrasenplatz) aus.